# WxPerl
wxPerl est un module Perl permettant de créer une interface graphique (GUI). Ce module enveloppe les fonctions du toolkit wxWidgets, écrit en C++.

## Licence
wxPerl est publié sous la licence wxWindows Library, qui est basée sur la LGPL.

## Exemple
```
#!/usr/bin/perl -w

# chargement du module principal de wxPerl

use
 
Wx
;

# on définit une classe MyApp basée sur Wx::App pour notre application

package
 
MyApp
;

use
 
base
 
'Wx::App'
;

# cette méthode est appelée automatiquement quand on appelle le constructeur de

# l'application, elle se charge de l'initialisation de l'application

sub
 
OnInit
 
{

# crée une nouvelle fenêtre (une frame est une fenêtre apparaissant au premier plan)

    
my
 
$frame
 
=
 
Wx::Frame
->
new
(
 
undef
,
           
# fenêtre parente

                                
-
1
,
              
# ID (-1 signifie "n'importe lequel")

                                
'wxPerl rules'
,
  
# titre

                                
[
-
1
,
 
-
1
],
        
# position initiale

                                
[
250
,
 
150
]
       
# dimensions

                               
);

    
# affiche la fenêtre

    
$frame
->
Show
(
 
1
 
);

}

package
 
main
;

# la création de l'objet de type MyApp appellera la méthode OnInit

my
 
$app
 
=
 
MyApp
->
new
;

# lance la boucle principale du programme, qui traite les événements de l'interface

# la fonction se termine quand la dernière fenêtre de l'application est fermée

$app
->
MainLoop
;

```